# 1451년

## 연호
- 명(明) 경태(景泰) 2년
- 일본(日本) 호토쿠(宝徳) 3년
- 후 레 왕조(後黎朝) 다이호아(大和) 9년

## 기년
- 명(明) 대종 경태제(代宗 景泰帝) 2년
- 조선(朝鮮) 문종(文宗) 1년
- 후 레 왕조(後黎朝) 인종(仁宗) 9년

## 사건
- 고려사 편찬

## 탄생
- 4월 22일 - 스페인 초대 여왕 이사벨 1세

## 사망
- 2월 2일 - 오스만 제국의 술탄 무라드 2세